# Championnat d'Allemagne de football de deuxième division 1969-1970
Navigation
Regionalliga
1968-1969 Regionalliga
1970-1971
La Regionalliga 1969-1970 fut une compétition de football organisée par la Deutscher Fußball Bund au 2e niveau de la hiérarchie du football ouest-allemand.
Ce fut la 7e édition de cette compétition, qui se décomposait en une première phase séparée en cinq groupes (Nord, Berlin, West, Südwest, Süd), puis un tour de promotion (en allemand : Aufstiegsrunde in die Bundesliga) qui avait pour but de désigner les deux clubs promus en Bundesliga (D1).
De 1964 à 1974, ce format resta en vigueur, avec une variation du nombre de participants et du nombre de qualifiés selon les différentes "Regionalligen".

## Regionalliga Nord
Le Regionalliga Nord 1969-1970 fut une ligue située au 2e niveau de la hiérarchie du football ouest-allemand.
Ce fut la 7e édition de cette ligue qui couvrait le même territoire que l'ancienne Oberliga Nord, c'est-à-dire les villes libres de Brême et de Hambourg et les Länder de Basse-Saxe et du Schleswig-Holstein, donc les clubs affiliés à une des quatre fédérations composant la Norddeutscher Fußball-Verband (NFV).
Selon le règlement en vigueur, il n'y eut jamais de montant direct depuis les Regionalligen vers la Bundesliga. Un tour final annuel (en allemand : Aufstiegsrunde in die Bundesliga) regroupa les champions et qualifiés de chaque Regionalliga afin de désigner les deux promus.

### Compétition

#### Légende
| Légende         | |
| (T)             | Tenant du titre de la Regionalliga Nord.                                                             |
| C/TF            | Champion et qualifié pour le tour final pour une éventuelle montée en Bundesliga la saison suivante. |
| TF              | qualifié pour le tour final pour une éventuelle montée en Bundesliga la saison suivante.             |
| R               | club relégué vers les séries d'Amateurliga pour la saison suivante.                                  |
| en augmentation | club promu des séries d'Amateurliga depuis la saison précédente.                                     |

#### Classement
|      |    |                           | M  | G  | N  | P  | +  | -  | DB  | Pts |
| ---- | -- | ------------------------- | -- | -- | -- | -- | -- | -- | --- | --- |
| C/TF | 1  | VfL Osnabrück (T)         | 32 | 21 | 5  | 6  | 75 | 38 | +37 | 47  |
| TF   | 2  | VfL Wolfsburg             | 32 | 19 | 8  | 5  | 78 | 35 | +43 | 46  |
|      | 3  | Kieler SV Holstein        | 32 | 17 | 10 | 5  | 64 | 37 | +27 | 44  |
|      | 4  | FC St. Pauli              | 32 | 16 | 6  | 8  | 56 | 33 | +23 | 42  |
|      | 5  | 1. SC Göttingen 05        | 32 | 18 | 5  | 9  | 65 | 42 | +23 | 41  |
|      | 6  | TuS Bremerhaven 93        | 32 | 16 | 5  | 11 | 57 | 47 | +10 | 37  |
|      | 7  | VfB Lübeck                | 32 | 14 | 8  | 10 | 46 | 41 | +5  | 36  |
|      | 8  | SV Arminia Hannover       | 32 | 13 | 7  | 12 | 53 | 51 | +2  | 33  |
|      | 9  | VfB Oldenburg             | 32 | 12 | 9  | 11 | 44 | 48 | -4  | 33  |
|      | 10 | HSV Barmbek-Uhlenhorst    | 32 | 10 | 10 | 12 | 42 | 45 | -3  | 30  |
|      | 11 | TuS Celle FC              | 32 | 10 | 6  | 16 | 39 | 61 | -22 | 26  |
|      | 12 | Itzehoer SV 09            | 32 | 10 | 4  | 18 | 57 | 71 | -14 | 24  |
|      | 13 | 1. FC Phönix Lübeck       | 32 | 8  | 8  | 16 | 41 | 61 | -20 | 24  |
|      | 14 | SC Leu 06 Braunschweig    | 32 | 9  | 5  | 18 | 42 | 57 | -15 | 23  |
|      | 15 | TSR Olympia Wilhelmshaven | 32 | 5  | 12 | 15 | 28 | 49 | -21 | 22  |
| R    | 16 | ASV Bergedorf 85          | 32 | 9  | 4  | 19 | 46 | 79 | -33 | 22  |
| R    | 17 | SC Concordia Hamburg      | 32 | 4  | 6  | 22 | 22 | 60 | -38 | 14  |

### Relégation depuis la Bundesliga
À la fin de cette saison, aucun club affilié à la Norddeutscher Fußball-Verband (NFV) ne fut relégué de la Bundesliga.

### Relégation/Montée avec l'étage inférieur
À la fin de la saison, les deux derniers classés furent relégués vers les séries d'Amateurliga. 
Après six championnats disputés à 17, la NFV décida de remettre la ligue à 18. Il y eut donc un promu supplémentaire à l'issue du tour final des Amateurligen ("Bremen", "Hamburg", "Niedersachsen" et "Schleswig-Holstein"). Les montants furent : Heider SV, SC Sperber et SV Meppen.

## Regionalliga Berlin
Le Regionalliga Berlin 1969-1970 fut une ligue située au 2e niveau de la hiérarchie du football ouest-allemand.
Ce fut la 7e édition de cette ligue qui couvrait le même territoire que l'ancienne Oberliga Berlin, c'est-à-dire la zone de Berlin-Ouest et donc concernait les clubs affiliés à la Verband Berliner Ballspielvereine (VBB).
Selon le règlement en vigueur, il n'y eut jamais de montant direct depuis les Regionalligen vers la Bundesliga. Un tour final annuel (en allemand : Aufstiegsrunde in die Bundesliga) regroupa les champions et qualifiés de chaque Regionalliga afin de désigner les deux promus.

### Compétition

#### Légende
| Légende         | |
| (T)             | Tenant du titre de la Regionalliga Berlin.                                                           |
| C/TF            | Champion et qualifié pour le tour final pour une éventuelle montée en Bundesliga la saison suivante. |
| TF              | Qualifié pour le tour final pour une éventuelle montée en Bundesliga la saison suivante.             |
| en augmentation | club promu des séries inférieures depuis la saison précédente.                                       |
| R               | club relégué vers les séries de l'Amateurliga Berlin pour la saison suivante.                        |

#### Classement
|      |    |                             | M  | G  | N  | P  | +   | -   | DB  | Pts |
| ---- | -- | --------------------------- | -- | -- | -- | -- | --- | --- | --- | --- |
| C/TF | 1  | FC Hertha 03 Zehlendorf (T) | 26 | 22 | 3  | 1  | 101 | 23  | +68 | 47  |
| TF   | 2  | Tennis Borussia Berlin      | 26 | 18 | 3  | 5  | 70  | 23  | +47 | 39  |
|      | 3  | SC Tasmania 1900 Berlin     | 26 | 16 | 7  | 3  | 64  | 23  | +41 | 39  |
|      | 4  | SV Blau-Weiss Berlin        | 26 | 13 | 8  | 5  | 63  | 33  | +30 | 34  |
|      | 5  | SC Wacker 04 Berlin         | 26 | 13 | 8  | 5  | 58  | 36  | +22 | 34  |
|      | 6  | Spandauer SV                | 26 | 10 | 9  | 7  | 47  | 44  | +3  | 29  |
|      | 7  | SC Rapide Wedding 1893      | 26 | 9  | 8  | 9  | 46  | 51  | -5  | 26  |
|      | 8  | 1. FC Neukölln              | 26 | 8  | 6  | 12 | 31  | 47  | -16 | 22  |
|      | 9  | TuS Wannsee                 | 26 | 7  | 7  | 12 | 32  | 56  | -24 | 21  |
|      | 10 | SC Staaken 1919             | 26 | 7  | 6  | 13 | 32  | 51  | -19 | 20  |
| R    | 11 | Berliner SV 92              | 26 | 4  | 11 | 11 | 34  | 60  | -26 | 19  |
| R    | 12 | BSC Kickers 1900            | 26 | 4  | 6  | 16 | 31  | 65  | -34 | 14  |
| R    | 13 | Berliner FC Meteor 06       | 26 | 3  | 6  | 17 | 29  | 66  | -37 | 12  |
| R    | 14 | Neuköllner Sportfreunde     | 26 | 2  | 4  | 20 | 15  | 105 | -90 | 8   |

### Relégation depuis la Bundesliga
À la fin de cette saison, aucun club affilié à la Verband Berliner Ballspielvereine (VBB) ne fut relégué de la Bundesliga.

### Relégation/Montée avec l'étage inférieur
Au cours de la saison précédente, il fut décidé de ramener la Regionalliga Berlin de 16 à 12 équipes. Cette réduction s'opéra sur deux saisons. Après un retour à 14 formations, la ligue fut réduite à 12 clubs.
À la fin de cette saison, les quatre derniers classés furent relégués vers les séries de l'Amateurliga Berlin, dont seulement deux cercles furent promus.
Les deux montants furent : Berliner FC Alemannia 90 et VfL Nord Berlin.

## Regionalliga West
Le Regionalliga West 1969-1970 fut une ligue située au 2e niveau de la hiérarchie du football ouest-allemand.
Ce fut la 7e édition de cette ligue qui couvrait le même territoire que les anciennes Oberliga et 2. Oberliga West, c'est-à-dire le Land de Rhénanie du Nord-Wesphalie, donc les clubs affiliés à une des trois fédérations composant la Westdeutscher Fußball-und Leichtathletikverband (WFLV).
Selon le règlement en vigueur, il n'y eut jamais de montant direct depuis les Regionalligen vers la Bundesliga. Un tour final annuel (en allemand : Aufstiegsrunde in die Bundesliga) regroupa les champions et qualifiés de chaque Regionalliga afin de désigner les deux promus.

### Compétition

#### Légende
| Légende         | |
| C/TF            | Champion et qualifié pour le tour final pour une éventuelle montée en Bundesliga la saison suivante. |
| TF              | Qualifié pour le tour final pour une éventuelle montée en Bundesliga la saison suivante.             |
| R               | club relégué vers les séries de Verbandsliga pour la saison suivante.                                |
| en augmentation | club promu des séries de Verbandsliga depuis la saison précédente.                                   |

#### Classement
|      |    |                         | M  | G  | N  | P  | +  | -  | Avg | Pts |
| ---- | -- | ----------------------- | -- | -- | -- | -- | -- | -- | --- | --- |
| C/TF | 1  | VfL Bochum              | 34 | 21 | 8  | 5  | 63 | 32 | +31 | 50  |
| TF   | 2  | DSC Arminia Bielefeld   | 34 | 20 | 8  | 6  | 61 | 30 | +31 | 48  |
|      | 3  | Wuppertaler SV          | 34 | 19 | 8  | 7  | 71 | 39 | +32 | 46  |
|      | 4  | Fortuna Düsseldorf      | 34 | 18 | 8  | 8  | 65 | 33 | +32 | 44  |
|      | 5  | Schwarz-Weiss Essen     | 34 | 18 | 6  | 10 | 60 | 41 | +19 | 42  |
|      | 6  | Lüner SV                | 34 | 12 | 14 | 8  | 52 | 37 | +15 | 38  |
|      | 7  | SC Preussen Münster     | 34 | 15 | 7  | 12 | 69 | 58 | +11 | 37  |
|      | 8  | SG Wattenscheid 09      | 34 | 10 | 14 | 10 | 49 | 53 | -4  | 34  |
|      | 9  | VfR Neuss               | 34 | 13 | 6  | 15 | 50 | 53 | -3  | 32  |
|      | 10 | DJK Gütersloh           | 34 | 10 | 11 | 13 | 42 | 48 | -6  | 31  |
|      | 11 | SV Bayer 04 Leverkusen  | 34 | 10 | 11 | 13 | 48 | 65 | -17 | 31  |
|      | 12 | SC Viktoria 04 Köln     | 34 | 11 | 8  | 15 | 53 | 57 | -4  | 30  |
|      | 13 | Bonner SC               | 34 | 11 | 8  | 15 | 39 | 47 | -8  | 30  |
|      | 14 | SC Fortuna Köln         | 34 | 9  | 12 | 13 | 50 | 59 | -9  | 30  |
|      | 15 | SpVgg Erkenschwick      | 34 | 10 | 7  | 17 | 38 | 53 | -15 | 27  |
|      | 16 | Sportfreunde Hamborn 07 | 34 | 7  | 10 | 17 | 52 | 69 | -17 | 24  |
| R    | 17 | SSVg Velbert 02         | 34 | 6  | 10 | 18 | 37 | 73 | -36 | 22  |
| R    | 18 | TSV Marl-Hüls           | 34 | 4  | 8  | 22 | 29 | 81 | -62 | 16  |

### Relégation depuis la Bundesliga
À la fin de cette saison, un club affilié à la Westdeutscher Fußball-und Leichtathletikverband (WFLV) (Alemannia Aachen) fut relégué de la Bundesliga.

### Relégation/Montée avec l'étage inférieur
À la fin de la saison, les deux derniers classés furent relégués vers les séries de Verbandsliga. Il n'y eut ni de relégué, ni descendant supplémentaires, car si une équipe de la Regionalliga West (Arminia Bielefeld) fut promue en Bundesliga lors du tour final, un autre cercle de cette même zone fut relégué de l'élite.
Les deux promus furent : SG Eintracht Gelsenkirchen et SC Westfalia 05 Herna.

## Regionalliga Südwest
Le Regionalliga Südwest 1969-1970 fut une ligue située au 2e niveau de la hiérarchie du football ouest-allemand.
Ce fut la 7e édition de cette ligue qui couvrait le même territoire que les anciennes Oberliga et 2. Oberliga Südwest, c'est-à-dire les Länder de Rhénanie-Palatinat et de Sarre, donc les clubs affiliés à une des trois fédérations composant la Fußball-Regional-Verband Südwest (FRVS).
Selon le règlement en vigueur, il n'y eut jamais de montant direct depuis les Regionalligen vers la Bundesliga. Un tour final annuel (en allemand : Aufstiegsrunde in die Bundesliga) regroupa les champions et qualifiés de chaque Regionalliga afin de désigner les deux promus.

### Compétition

#### Légende
| Légende         | |
| (T)             | Tenant du titre de la Regionalliga Südwest.                                                          |
| C/TF            | Champion et qualifié pour le tour final pour une éventuelle montée en Bundesliga la saison suivante. |
| TF              | qualifié pour le tour final pour une éventuelle montée en Bundesliga la saison suivante.             |
| R               | club relégué vers les séries d'Amateurliga pour la saison suivante.                                  |
| en augmentation | club promu des séries d'Amateurliga depuis la saison précédente.                                     |

#### Classement
|      |    |                              | M  | G  | N | P  | +  | -  | DB  | Pts |
| ---- | -- | ---------------------------- | -- | -- | - | -- | -- | -- | --- | --- |
| C/TF | 1  | SV Alsenborn (T)             | 30 | 20 | 7 | 3  | 69 | 23 | +46 | 47  |
| TF   | 2  | FK Pirmasens                 | 30 | 19 | 6 | 5  | 68 | 36 | +32 | 44  |
|      | 3  | SV Südwest 1848 Ludwigshafen | 30 | 16 | 7 | 7  | 45 | 30 | +15 | 39  |
|      | 4  | VfB Borussia Neunkirchen     | 30 | 15 | 7 | 8  | 63 | 40 | +23 | 37  |
|      | 5  | FV Speyer                    | 30 | 13 | 7 | 10 | 42 | 41 | +1  | 33  |
|      | 6  | 1. FC Saarbrücken            | 30 | 12 | 8 | 10 | 47 | 31 | +16 | 32  |
|      | 7  | ASV Landau                   | 30 | 13 | 6 | 11 | 44 | 31 | +13 | 32  |
|      | 8  | TuS Neuendorf                | 30 | 14 | 3 | 13 | 45 | 51 | -6  | 31  |
|      | 9  | SV Saar 05 Saarbrücken       | 30 | 11 | 6 | 13 | 42 | 47 | -5  | 28  |
|      | 10 | Eintracht Trier              | 30 | 12 | 4 | 14 | 36 | 48 | -12 | 28  |
|      | 11 | VfR Wormatia Worms 08        | 30 | 10 | 5 | 15 | 50 | 57 | -7  | 25  |
|      | 12 | 1. FSV Mainz 05              | 30 | 10 | 5 | 15 | 37 | 58 | -21 | 25  |
|      | 13 | SV Röchling Völklingen 06    | 30 | 8  | 7 | 15 | 34 | 41 | -7  | 23  |
|      | 14 | FC 08 Homburg                | 30 | 8  | 4 | 18 | 41 | 54 | -13 | 20  |
| R    | 15 | SpVgg Weisenau               | 30 | 7  | 6 | 17 | 38 | 76 | -38 | 20  |
| R    | 16 | SC 1893 Friedrichsthal       | 30 | 4  | 8 | 18 | 41 | 78 | -37 | 16  |

### Relégation depuis la Bundesliga
À la fin de cette saison, aucun club affilié à la Fußball-Regional-Verband Südwest (FRVS) ne fut relégué de la Bundesliga.

### Relégation/Montée avec l'étage inférieur
À la fin de la saison, les deux derniers classés furent relégués vers les séries d'Amateurliga.
Deux formations furent promues après le tour final des Amateurligen ("Rheinland", "Saarland" et "Südwest"). Les montants furent : VfB Theley et VfR Frankenthal.

## Regionalliga Süd
Le Regionalliga Süd 1969-1970 fut une ligue située au 2e niveau de la hiérarchie du football ouest-allemand.
Ce fut la 7e édition de cette ligue qui couvrait le même territoire que les anciennes Oberliga et 2. Oberliga Süd, c'est-à-dire les Länder de Bade-Wurtemberg, de Bavière et de Hesse, donc les clubs affiliés à une des cinq fédérations composant la Süddeutscher Fußball-Verband (SFV).
Selon le règlement en vigueur, il n'y eut jamais de montant direct depuis les Regionalligen vers la Bundesliga. Un tour final annuel (en allemand : Aufstiegsrunde in die Bundesliga) regroupa les champions et qualifiés de chaque Regionalliga afin de désigner les deux promus.

### Compétition

#### Légende
| Légende         | |
| (T)             | Tenant du titre de la Regionalliga Süd.                                                              |
| C/TF            | Champion et qualifié pour le tour final pour une éventuelle montée en Bundesliga la saison suivante. |
| TF              | qualifié pour le tour final pour une éventuelle montée en Bundesliga la saison suivante.             |
| R               | club relégué vers les séries d'Amateurliga pour la saison suivante.                                  |
| en diminution   | club relégué de la Bundesliga depuis la saison précédente.                                           |
| en augmentation | club promu des séries d'Amateurliga depuis la saison précédente.                                     |

#### Classement
|      |    |                        | M  | G  | N  | P  | +  | -  | DB  | Pts |
| ---- | -- | ---------------------- | -- | -- | -- | -- | -- | -- | --- | --- |
| C/TF | 1  | Offenbacher FC Kickers | 38 | 27 | 5  | 6  | 93 | 47 | +46 | 59  |
| TF   | 2  | Karlsruher SC (T)      | 38 | 23 | 12 | 3  | 87 | 37 | +50 | 58  |
|      | 3  | 1. FC Nürnberg         | 38 | 24 | 9  | 5  | 64 | 29 | +35 | 57  |
|      | 4  | FC Bayern Hof 1910     | 38 | 19 | 9  | 10 | 65 | 40 | +25 | 47  |
|      | 5  | 1. FC Schweinfurt 05   | 38 | 18 | 6  | 14 | 78 | 59 | +19 | 42  |
|      | 6  | Freiburger FC          | 38 | 14 | 12 | 12 | 63 | 48 | +15 | 40  |
|      | 7  | KSV Hessen Kassel      | 38 | 15 | 10 | 13 | 54 | 50 | +4  | 40  |
|      | 8  | SpVgg Fürth            | 38 | 14 | 10 | 14 | 49 | 50 | -1  | 38  |
|      | 9  | FC 08 Villingen        | 38 | 14 | 9  | 15 | 61 | 58 | +3  | 37  |
|      | 10 | SSV Jahn Regensburg    | 38 | 12 | 11 | 15 | 61 | 59 | +2  | 35  |
|      | 11 | SSV Reutlingen         | 38 | 12 | 11 | 15 | 51 | 56 | -5  | 35  |
|      | 12 | SV Stuttgarter Kickers | 38 | 13 | 7  | 18 | 61 | 57 | +4  | 33  |
|      | 13 | SC Opel 06 Rüsselsheim | 38 | 12 | 9  | 17 | 50 | 50 | 0   | 33  |
|      | 14 | VfR Heilbronn          | 38 | 11 | 11 | 16 | 50 | 57 | -7  | 33  |
|      | 15 | VfR Mannheim           | 38 | 12 | 9  | 7  | 48 | 61 | -13 | 33  |
|      | 16 | ESV Ingolstadt-Ringsee | 38 | 10 | 10 | 18 | 55 | 77 | -22 | 30  |
| R    | 17 | SpVgg Bayreuth         | 38 | 9  | 12 | 17 | 58 | 80 | -22 | 30  |
| R    | 18 | SV Darmstadt 98        | 38 | 12 | 6  | 20 | 50 | 89 | -39 | 30  |
| R    | 19 | FSV Frankfurt          | 38 | 9  | 7  | 22 | 34 | 79 | -45 | 25  |
| R    | 20 | SV Waldhof Mannheim 07 | 38 | 8  | 9  | 21 | 50 | 99 | -49 | 25  |

### Fusion
À la fin de la saison précédente, le TSV Schwaben Augsburg et le BC Augsburg fusionnèrent pour former le FC Augsburg.

### Relégation depuis la Bundesliga
À la fin de cette saison, un club (TSV 1860 München) affilié à la Süddeutscher Fußball-Verband (SFV) fut relégué de la Bundesliga.

### Relégation/Montée avec l'étage inférieur
À la fin de la saison, les quatre derniers classés furent relégués vers les séries d'Amateurliga.
Il y eut un descendant supplémentaire. D'une part, les Kickers Offenbach obtinrent le droit de remonter parmi l'élite à la fin du tour final, d'autre part München 1860 fut relégué de Bundesliga. La Regionalliga Süd se joua avec 19 équipes la saison suivante.
Trois formations furent promues à l'issue du tour final des Amateurligen ("Bade-Württemberg", "Bayern" et "Hessen"). Les montants furent SV Göppingen, SV Viktoria 01 Aschaffenburg et FC Wacker Munich.

## Tour de promotion
Le Tour de promotion des Regionalligen 1969-1970 (en allemand : Aufstiegsrunde in die Bundesliga) fut une compétition de football organisée par la Deutscher Fussball Bund, au 2e niveau de la hiérarchie du football ouest-allemand.
Ce fut la 7e édition de cette compétition qui avait pour but de désigner les deux clubs promus entre la Regionalliga (D2) et la Bundesliga (D1).
De 1964 à 1974, il n'y eut aucun montant direct du 2e vers le 1er niveau du football ouest-allemand. Le tour final décida quels étaient les promus.
Au fil des onze éditions, le nombre de participants et surtout le nombre de qualifiés selon les différentes "Regionalligen" évoluèrent.

### Les 10 Participants 1969-1970
- Regionalliga Nord:
  - VfL Osnabrück
  - VfL Wolfsburg
- Regionalliga Berlin:
  - FC Hertha 03 Zehlendorf
  - Tennis Borussia Berlin
- Regionalliga West:
  - VfL Bochum
  - DSC Arminia Bielefeld
- Regionalliga Südwest:
  - SV Alsenborn
  - FK Pirmasens
- Regionalliga Süd:
  - Offenbacher FC Kickers
  - Karlsruher SC

### Résultats & Classements
Les dix équipes qualifiées furent réparties en deux groupes de cinq. Dans les deux groupes respectifs, les différents engagés s'affrontèrent par matches "aller/retour".

#### Légende
| Légende |                                                                |
| P       | Vainqueur de groupe et promu en Bundesliga la saison suivante. |

#### Groupe 1

##### Matches
| Dates      | Matches                                        | Résultats | Remarques |
| ---------- | ---------------------------------------------- | --------- | --------- |
| 27/05/1970 | SV Alsenborn – DSC Arminia Bielefeld           | 0-1       |           |
| 27/05/1970 | Karlsruher SC – Tennis Borussia Berlin         | 0-0       |           |
| 30/05/1970 | VfL Osnabrück – Karlsruher SC                  | 2-1       |           |
| 30/05/1970 | Tennis Borussia Berlin – SV Alsenborn          | 0-1       |           |
| 03/06/1970 | DSC Arminia Bielefeld – Tennis Borussia Berlin | 1-1       |           |
| 03/06/1970 | SV Alsenborn – VfL Osnabrück                   | 3-2       |           |
| 06/06/1970 | VfL Osnabrück – DSC Arminia Bielefeld          | 0-0       |           |
| 06/06/1970 | Karlsruher SC – SV Alsenborn                   | 2-0       |           |
| 10/06/1970 | DSC Arminia Bielefeld – Karlsruher SC          | 3-1       |           |
| 10/06/1970 | Tennis Borussia Berlin – VfL Osnabrück         | 1-1       |           |
| 13/06/1970 | DSC Arminia Bielefeld – SV Alsenborn           | 3-0       |           |
| 13/06/1970 | Tennis Borussia Berlin – Karlsruher SC         | 1-2       |           |
| 17/06/1970 | Karlsruher SC – VfL Osnabrück                  | 6-0       |           |
| 17/06/1970 | SV Alsenborn – Tennis Borussia Berlin          | 5-1       |           |
| 20/06/1970 | Tennis Borussia Berlin – DSC Arminia Bielefeld | 0-2       |           |
| 20/06/1970 | VfL Osnabrück – SV Alsenborn                   | 0-1       |           |
| 24/06/1970 | DSC Arminia Bielefeld – VfL Osnabrück          | 3-0       |           |
| 24/06/1970 | SV Alsenborn – Karlsruher SC                   | 2-3       |           |
| 27/06/1970 | Karlsruher SC – DSC Arminia Bielefeld          | 1-0       |           |
| 27/06/1970 | VfL Osnabrück – Tennis Borussia Berlin         | 1-3       |           |

##### Classement
|   |   |                        | M | G | N | P | +  | -  | DB  | Pts |
| - | - | ---------------------- | - | - | - | - | -- | -- | --- | --- |
| P | 1 | DSC Arminia Bielefeld  | 8 | 5 | 2 | 1 | 13 | 3  | +10 | 12  |
|   | 2 | Karlsruher SC          | 8 | 5 | 1 | 2 | 16 | 8  | +8  | 11  |
|   | 3 | SV Alsenborn           | 8 | 4 | 0 | 4 | 12 | 12 | 0   | 8   |
|   | 4 | Tennis Borussia Berlin | 8 | 1 | 3 | 4 | 7  | 13 | -6  | 5   |
|   | 5 | VfL Osnabrück          | 8 | 1 | 2 | 5 | 6  | 18 | -12 | 4   |

#### Groupe 2

##### Matches
| Dates      | Matches                                          | Résultats | Remarques |
| ---------- | ------------------------------------------------ | --------- | --------- |
| 27/05/1970 | VfL Bochum – FK Pirmasens                        | 3-1       |           |
| 27/05/1970 | FC Hertha 03 Zehlendorf – Offenbacher FC Kickers | 2-1       |           |
| 30/05/1970 | Offenbacher FC Kickers – VfL Wolfsburg           | 2-1       |           |
| 30/05/1970 | FK Pirmasens – FC Hertha 03 Zehlendorf           | 1-0       |           |
| 03/06/1970 | FC Hertha 03 Zehlendorf – VfL Bochum             | 2-0       |           |
| 03/06/1970 | VfL Wolfsburg - FK Pirmasens                     | 2-2       |           |
| 06/06/1970 | FK Pirmasens – Offenbacher FC Kickers            | 1-1       |           |
| 06/06/1970 | VfL Bochum – VfL Wolfsburg                       | 4-0       |           |
| 10/06/1970 | Offenbacher FC Kickers – VfL Bochum              | 2-1       |           |
| 10/06/1970 | VfL Wolfsburg – FC Hertha 03 Zehlendorf          | 3-1       |           |
| 13/06/1970 | FK Pirmasens – VfL Bochum                        | 0-2       |           |
| 13/06/1970 | Offenbacher FC Kickers – FC Hertha 03 Zehlendorf | 3-0       |           |
| 17/06/1970 | VfL Wolfsburg – Offenbacher FC Kickers           | 1-3       |           |
| 17/06/1970 | FC Hertha 03 Zehlendorf – FK Pirmasens           | 7-2       |           |
| 20/06/1970 | VfL Bochum – FC Hertha 03 Zehlendorf             | 3-0       |           |
| 20/06/1970 | FK Pirmasens – VfL Wolfsburg                     | 4-4       |           |
| 24/06/1970 | Offenbacher FC Kickers – FK Pirmasens            | 4-1       |           |
| 24/06/1970 | VfL Wolfsburg – VfL Bochum                       | 1-0       |           |
| 27/06/1970 | VfL Bochum – Offenbacher FC Kickers              | 1-1       |           |
| 27/06/1970 | FC Hertha 03 Zehlendorf – VfL Wolfsburg          | 5-1       |           |

##### Classement
|   |   |                         | M | G | N | P | +  | -  | DB  | Pts |
| - | - | ----------------------- | - | - | - | - | -- | -- | --- | --- |
| P | 1 | Offenbacher FC Kickers  | 8 | 5 | 2 | 1 | 17 | 8  | +9  | 12  |
|   | 2 | VfL Bochum              | 8 | 4 | 1 | 3 | 14 | 7  | +7  | 9   |
|   | 3 | FC Hertha 03 Zehlendorf | 8 | 4 | 0 | 4 | 17 | 14 | +3  | 8   |
|   | 4 | VfL Wolfsburg           | 8 | 2 | 2 | 4 | 13 | 21 | -8  | 6   |
|   | 5 | FK Pirmasens            | 8 | 1 | 3 | 4 | 12 | 23 | -11 | 5   |